# 중화항공 676편 추락 사고
중화항공 676편 추락 사고(중국어: 中華航空676號班機空難)는 1998년 2월 16일 중화항공의 에어버스 A300B4-622R 여객기가 인도네시아 발리 응우라라이 국제공항에서 대만 중정국제공항(현재 타이완 타오위안 국제공항)으로 향했다. 착륙 당시 고도가 너무 높아 조종사가 고어라운드(복행; 재상승)를 하다 실수로 추락해 활주로 옆 담장을 들이받고 활주로 밖 중정국제공항 옆 국제로 2단(대15선) 도로까지 돌진했다. 이 사고로 승객과 승무원 196명과 지상에 있던 7명이 모두 숨져 총 203명이 사망했다.

## 비행 정보
당시 비행을 실시한 항공기는 프랫 & 휘트니 PW4158 엔진이 장착 된 에어버스 A300B4-622R이며 항공기 등록 번호는 B-1814이다. 1990년에 중화항공의 비행 시간은 약 20,000 시간이었다.
기내 안에는 총 182명의 승객이있었다. (이 중 175명은 중화민국 국적자, 5명의 미국인, 1명의 프랑스인, 1명의 인도네시아 인 및 당시 중앙 은행 총재 인 쉬 위동 (Xu Yuandong)도 탑승했고, 승무원 14명의 승무원이 항공기에 탑승했다, 기장은 강 룽린(Kang Longlin) (1990년 중화항공에 합류, 총 비행 시간은 7210시간), 보조 조종사는 지앙 더성 (Jiang Desheng) (1996년에 합류, 총 비행 시간 3,530 시간)이었다.. 승객들 중 42명은 가오슝 국제공항 가는 다른 항공편으로 갈아 타고, 3명은 샌프란시스코 국제공항 가는 다른 항공편으로 갈아 타고, 다른 항공편은 치앙마이 국제공항에 도착할 예정이었다.
쑤 완동(Xu Yuandong) 외에도 당시 비행기에 탑승 한 승객은 동남아시아 중앙 은행 총재의 연례 회의에 참석하기 위해 인도네시아에 그를 데려 간 대통령의 아내와 강연 장의 부인, 강 룽린 기장의 아내와 2명이 같이탔었다 .

## 국적
| 국적       | 여객 | 승무원 | 지상 | 총 인원 |
| ---------- | ---- | ------ | ---- | ------- |
| 중화민국   | 175  | 14     | 7    | 196     |
| 미국       | 5    | 0      | 0    | 5       |
| 프랑스     | 1    | 0      | 0    | 1       |
| 인도네시아 | 1    | 0      | 0    | 1       |
| 총 인원    | 182  | 14     | 7    | 203     |

## 사고 및 수색 및 구조
1998년 2월 16일 15시 27분에 676편이 응우라라이 국제공항에서 이륙, 20시 04분, 중정 국제공항 (현재의 타이완 타오위안 국제공항)의 05L 활주로에 착륙 준비를 할 때 비행기 조종사는 항공기의 높은 고도로 인해 다시 비행하라고 요청했다. 그러나 OPEN DESCENT 모드를 사용해도 고도가 너무 높아서 조종사가 현장에 들어 왔을 때, 유휴 상태에서 스로틀이 세 번째 활공 경사를 계속 잡을 수 없었기 때문에 고도는 최대 1000피트였다. 조종사 중 한 사람이 무의식적으로 조종간을 눌러 자동 모드를 해제하고 해제 신호음이 울렸다. 조종사는 그 점에 주의를 하지 않고 한 사람이 버튼을 누르고 신호음을 끈 후, 둘이서 점검을 계속했다. 곧 아직 3번 글라이드 슬로프를 초과했기 때문에 활주로 끝을 넘어 19초 후 지상에서 1,475 피트 (450 m)에서 기장은 복행을 시작했다. 그러나 두 사람은 자동 조종 장치가 해제되는 것으로 나타났고, 자동 조종 장치가 기체를 제어하는 것으로 생각하고 있었다. 그러나 두 조종사는 날아가지만 자동 운전이 해제되었다는 사실을 알지 못했으며 항공기는 11초 동안 무인 상태였으며 항공기의 추력 선이 비행기보다 훨씬 아래쪽에 있었기 때문에 레버리지 하에서 최대 마력이되었습니다. 착륙 복행을 위해 엔진이 고출력 되었기 때문에, 기체의 받음각이 갑자기 커져 최고 속도는 급격히 떨어졌다. 기체는 랜딩 기어를 올리고 플랩은 20 도로 설정되어 35도의 피치 업에서 1,723 피트 (525 m) 이상 상승했다. 기체가 2,751 피트 (839 m) 에 도달하면은 42.7도 피치 업에 45 노트 (83 km/h; 52 mph)의 최고 속도가 기체은 실속했다. 두 조종사는 곧 상황을 파악하고 자동 모드를 사용하려 했지만, 피치와 최고 속도가 자동 조종 장치의 한도 (envelope)를 초과했기 때문에 할 수 없었다. 이어 조종간을 눌러 기체를 고쳐 세우려고했지만, 최고 속도가 너무 느려 방향타는 듣지 않았다. 착륙 점검 목록을 실행하는 동안 조종사 중 한 명이 조이스틱을 한 번 누른 이유와 자동 운전이 해제되고 취소 알림이 울리는 것을 알 수 없어 충돌이 계속되었다. 집과 차가 화재로 추락하여 탑승 한 모든 사람과 차 안에 있는 5명이 사망했다. 676편은 활주로에서 200 피트 (61 m) 떨어진 위치에 추락했다. 기체는 전주 등에 충돌하여 미끄럼하면서 인근 민가 나 양어장 · 공장 · 창고를 차례로 침몰시키고 폭발 화염했다.
20시 5분에 타워가 비행과의 접촉을 잃은 후 공항의 소방차 검색을 명령하라는 알림을 발행 한 후 타워는 비행기가 공항 외부에서 추락 한 것을 발견하고 소방차에 구조대를 서두르라고 다시 지시했다. 사고 현장에 도착한 소방차 네 가정이 파괴된것을 발견한 후, 장면은 패스하고, 땅이 잔해 가득 때 불꽃과 폭발이다 토막 시체, 수하물 등이 있었다.. 현장에서 총 수천 건의 경찰과 군사 구호 활동이 이루어졌으며 민간 구호 단체가 투자했지만 재난 구호 장소 초기에는 타오위안 구조 협회 (Taoyuan Rescue Association)와 경찰 충돌이 일어 났으며 많은 수의 인근 사람들이 현장을 걸어 다니면서 혼란을 겪었다. 또한 사고에 대해 알게 된 후 대만 TV 방송국은 현장에서 생방송을 통해 재난 구호 현장 현장에서 보도했다.

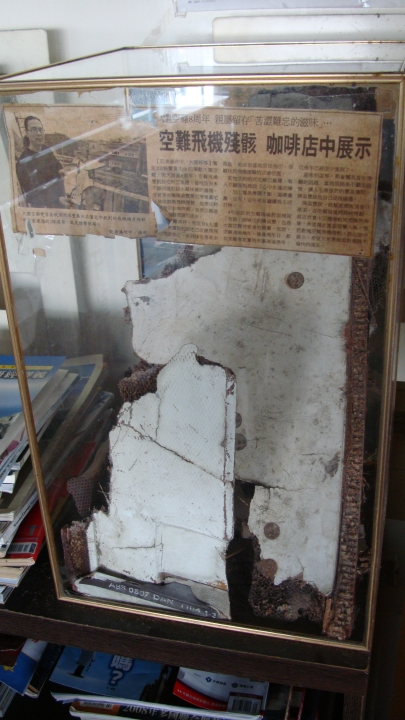
전시되어있는 잔해

이 사고로 탑승자 14명 · 승객 182명 등 총 196명 전원과 인근 주민 7명 등 총 203명이 사망했다. 탑승자는 동남아시아 국가 연합 (ASEAN) 중앙 은행 총재 회의에 참석하고 돌아가는 길에 있던 중화민국 중앙은행 총재의 엑스 위안 이해 부부 및 간부 4명이 있었다.
이 사고의 상황은 1994년에 나고야 공항에서 발생한 회사의 동형 기 (B-1816 본 사고 계약 2개월 후 납입) 에 의한 사고 (중화항공 140편 추락 사고) 와 흡사하고, 중화 항공은 과거 사건에 대한 교훈을 얻지 못했으며 사회적 비난을 받았다.

## 사고 후
이 사건은 중화 항공 비행의 안전, 회사의 변화 및 통신부와 중화민국 교통부 중화민국 교통부 민용항공국 의해 제거 된 정치적 문제에 대한 정치적 우려를 얘기했다.. 당시 통신부 민간 항공 국장 인 카이 두(Cai Du)는 사고 후 밤에 통신부 카이자 오양 (Cai Zhaoyang) 에게 사임했지만 당시에는 승인되지 않았다. 이 사건 이후, 카이 자오양 (Cai Zhaoyang)은 많은 정치인들에게 사건에 대한 책임을 묻도록 요청 받았으며, 그는 스스로 스택 위치를 유지하지 않는다는 생각을 표명했다. 3월에 국화항공 7623편이 추락 한 후, 다시 문제가 다시 한 번 초점이되었으며, 3월 25일, 카이 두의 사임 인 중화민국의 행정원장 샤오완창 의지도 아래 [[중화항공]] 총책임자 인 푸준(Fu Jun)으로 교체 될 것이다. 카이 자오양 (Cai Zhaoyang)은이 사건에 불만을 품고 3월 30일에 공식적으로 사임을 제출했다. 내용은 "공개 전에 카이 차오 (Cai Tsao) 국장이 승인을 받아야한다"는 내용과 "정치 목적으로 일을하는 데 관심이있는 사람들은 계속 정치 문제를 밟고있다"는 내용을 포함한다. 미래 사건의 사임 후 페이안(Fei'an)의 문제로 샤오 완창(Xiao Wanchang)은 사직을 승인하고 린 펑정(Lin Fengzheng)통신부 장관으로 인계 하도록 임명했다 .
그중에서도 중화민국 중앙은행, 쑤 언통 (Xu Yuandong) 외환 첸 황 (Chen Huang) 및 기타 행정 공무원의 희생자들.
중화항공의 경우 중화항공의 최대 주주 인 중국 항공 개발 재단 (AVIC) 이 6월에 이사회를 재개하기로 결정했으며 Jiang Hongjun 회장 만 유지되었고 나머지는 다양한 분야에서 왔으며 동시에 정부가 설립되었다. 항공 항법 협회의 소유권과 차이나 항공의 향후 출시 계획은 차이나 항공의 전반적인 변화를 수행하기 위해 수행될 것이다. 1998년 5월 25일, 항공기 비행 안전위원회 (현재 비행 안전 조사위원회) 가 설립되었다.
이 사고 이후, 응우라라이 국제공항에서 중정 국제공항 (현재의 타이완 타오위안 국제공항) 까지의 항공편 번호가 "CI688" 로 변경되었다.
에어버스 A300/A310 이 완전히 유사한 항공기 충돌 사고를 겪은 것은 이번이 두 번째였기 때문에 같은 해 12월 A310-200의 동일한 시스템을 사용했던 타이 항공 261편은 완전히 유사한 과정으로 인해 추락했다. 이 두 차례의 공기 충돌로 인해 A300/A310 주문이 급격히 감소하여 2007년에 두 모델이 중단되었다.
전 DA 소스 타운십 (공중 충돌의 희생자 가족 중 한 명)의 두 번째 아들 인 첸 이펑(Chen Yifeng)은 야외 경관 커피집 "미라클 카페" 로 재건축했다.

## 같이 보기
- 중화항공 140편 추락 사고
- 타이항공 261편 추락 사고

## 참조
- Ladkin, Peter M. “The Crash of Flight CI676”. The RVS Group. RVS-J-98-01. 2007년 5월 30일에 확인함.
- CBC 총재가 비행기 추락으로 사망 (보관)